# Resolució 1844 del Consell de Seguretat de les Nacions Unides
La Resolució 1844 del Consell de Seguretat de les Nacions Unides fou adoptada per unanimitat el 20 de novembre de 2008. Després de recordar la resolució 733 i posteriors sobre la situació a Somàlia, el Consell ha decidit reforçar l'embargament d'armes contra Somàlia aplicant restriccions de viatge i congelació d'actius a persones i entitats que es dediquen a activitats que violen l'embargament, amenaçant la pau i els processos polítics i obstruint l'assistència humanitària, especificant les sancions als infractors i l'ampliació del mandat del comitè que supervisa la prohibició.
El Consell va encarregar al Comitè creat en la resolució 733 (1992) que examinés les denúncies de violacions de l'embargament d'armes, designant persones i entitats perquè s'incloguessin a una llista de sancionats i revisés periòdicament aquesta llista amb precisió. També consideraria les sol·licituds d'exempcions humanitàries i informaria al Consell, com a mínim, cada 120 dies. I es va instar els Estats membres a presentar al Comitè els noms de persones o entitats que s'haurien d'incloure a la llista, juntament amb una declaració detallada dels motius.